# Arc de triomphe de la rue Augusta
L'arc de triomphe de la rue Augusta est un arc de triomphe situé sur la partie nord de la Praça do Comércio, rue Augusta à Lisbonne au Portugal.

## Historique

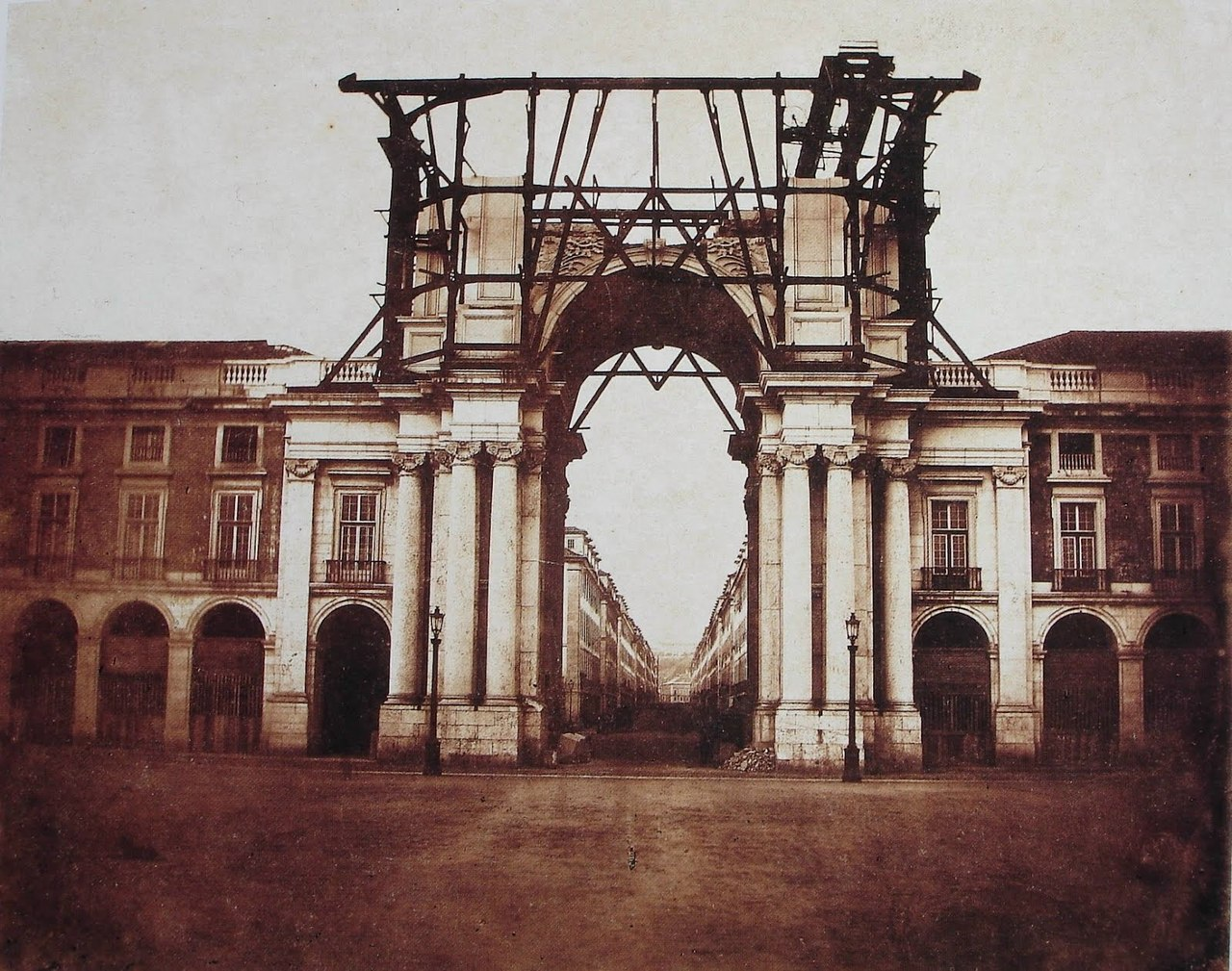
L'arc de triomphe de la rue Auguste, Lisbonne, durant sa reconstruction (1873-1885).

Sa construction a commencé peu après le tremblement de terre de 1755 ; mais cette première version ne put être terminée et fut démolie en 1777, après le début du règne de Marie Ire de Portugal et la démission du marquis de Pombal. 
En 1873 commença l'édification de l'arc, suivant le projet de l'architecte Veríssimo José da Costa de 1843-1844. Les travaux furent achevés en 1875, soit plus d'un siècle après le lancement de la première version avortée.

## Description
Dans la partie supérieure de l'arc on peut observer des sculptures de Célestin Anatole Calmels, alors qu'en bas on rencontre des sculptures de Vítor Bastos. Les sculptures de Calmels représentent la Gloire, couronnant le Génie et la Valeur. Les sculptures de Vítor Bastos représentent Nuno Álvares Pereira, Viriate, Vasco de Gama et le Marquis de Pombal.
À gauche on a la rivière Tage et à droite le Douro, du sculpteur Vítor Bastos. Ces deux rivières délimitaient la région où vivaient les lusitaniens.
Le texte inscrit en haut de l'arc renvoie à l'empire colonial portugais et à la découverte de nouveaux peuples et cultures :
 c'est-à-dire :

## Tourisme
Depuis le 9 août 2013, il est possible, en utilisant un ascenseur et deux escaliers, d'arriver au mirador en haut de l'arc pour 3 €.